# Tarragona Futbol Club
El Tarragona Fútbol Club fue un club de fútbol de la ciudad de Tarragona que se fundó el 12 de marzo de 1909 bajo el nombre de Tarragona Foot-Ball Club. Tuvo varias desapariciones y refundaciones a lo largo del siglo xx, cesando sus actividades al final de la temporada 2010-11 cuando competía en la categoría de Segunda Territorial (equivalente a la actual Tercera Catalana).

## Historia
La historia del Tarragona Fútbol Club se inició en 1909 cuando varios integrantes del Club Ciclista El Pedal se agruparon para constituir un equipo de foot-ball y que tuvo varias actuaciones en el velódromo del campo del Progreso (actual plaza de Corsini). No tuvo mucha continuidad y no fue hasta el año 1914 cuando tuvo una actividad continuada, asentándose en los años veinte con jugadores como Tiago, Vallvé, Lliteres, Forcadell, García, Òdena, Porqueres, Pomerol o Pellicer, y llegó a ser considerada como la sociedad más representativa de la ciudad. Fue el mismo año de su fundación uno de los equipos que conformaron legalmente el 14 de octubre de 1909 la Federación Española de Clubs de Foot-Ball, predecesora de la actual Real Federación Española de Fútbol.
El club, denominado entonces como Tarragona Foot-Ball Club, no disponía de campo propio y jugaba en un terreno cerca de la playa de la Arrabassada, en la explanada frente al asilo de San Josep ya que en aquellos momentos la directiva rojinegra no se podía permitir adquirir un campo en propiedad. Sin embargo, gracias a la labor de Eduard Ferré y Martín, presidente del club, se inauguró en 1922 el campo de la Glorieta, en la bajada del Miracle, sitio donde se jugaron los campeonatos provinciales de la época durante tres temporadas. En 1925 consiguió adquirir unos terrenos en la Pedrera, en la carretera de Barcelona, de 100x54 metros.
Al año siguiente, en 1926, la entidad fue admitida en el local que el Ateneo tenía en la Rambla Nova. Todos los socios del Tarragona F. C. lo eran también del Ateneo. El club creó entonces la sección de boxeo y de atletismo, las cuales tuvieron una corta duración. Nació incluso una sección de teatro, que puso en escena obras importantes como Don Juan Tenorio, La creu de la masía o El ferrer del Tall.
El club contó con la presencia de destacados jugadores y llegó a poseer según algunos entendidos con un mejor sistema formativo o cantera que la del Club Gimnàstic de Tarragona, rival con el que disputaba la supremacía local.[cita requerida]
La Guerra Civil truncó la marcha ascendente del club y se vieron abocados el 2 de octubre de 1936 a una fusión. Los miembros integrantes del Comité de Cultura Física y Deportes de la ciudad en unión con los delegados del Gimnástic Fútbol Club y el Tarragona F. C. decidieron fusionar ambas sociedades en una sola bajo el nombre de Casal d’Esports de Tarragona, pasando pues a ser dependiente del club gimnástico.
No fue hasta 1976 cuando Francisco Vives Andreu refundó el club originall jugando en la tercera regional en el campo del Roqueral para volver a desaparecer y de nuevo resurgir en 1985.[cita requerida]
El equipo conquistó varios títulos y se procamó campeón provincial en la temporada 1927-28 y 1928-29; campeón interprovincial la temporada 1929-30 y campeón amateur la 1932-33.[cita requerida]
Después de su resurgimiento en 1976 el club jugó en diversos campos de la ciudad. El Roqueral, San Pedro y San Pablo, Campo Claro y, su última temporada, en Torreforta, donde actuó como filial del equipo del barrio de Poniente.[cita requerida]

## Curiosidades y anécdotas
• En invierno de 1914, surgen dos equipos en Tarragona que rápidamente cogerán una fuerte rivalidad y popularidad en la ciudad: el Tarragona FC (resurgido después de unos años de silencio) y el Olímpico. Los jugadores y socios del Tarragona se concentraban en el Bar La Joya, propiedad del señor Cusidó y años después en El Dorado, ambos en la Rambla. Bares con encendidas discusiones futbolísticas ahora que el fútbol empezaba a ser concebido en la sociedad. 

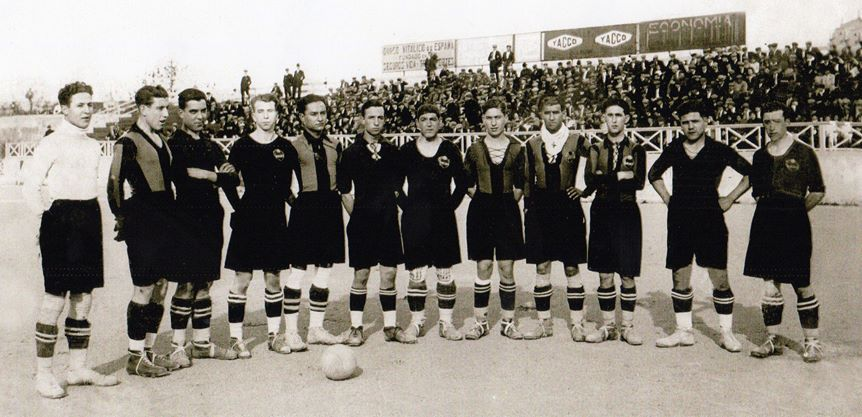
Tarragona FC 1926

• El Tarragona FC jugó en Barcelona en 1914 contra el Espanyol y ganó por 0-1. Ese mismo año el Olímpico es absorbido por el Club Gimnàstic dando lugar a la sección de fútbol de este último.
• El Tarragona FC, futbolísticamente hablando, tuvo en aquellos tiempos más simpatías que el Club Gimnàstic de Tarragona entre los tarraconenses. 

• Los jugadores de la época no eran profesionales, y los patrones no solían dar facilidades para poder jugar al fútbol. Firmado por JMC, encontramos en el Diario de Tarragona en marzo de 1924 el siguiente texto:  “El Tarragona no pudo alinear todos sus titulares porque tres de ellos, García, Salvadó i Bressó, no obtuvieron el permiso de sus patrones para abandonar por unas horas su trabajo. Es una lástima que no exista más comprensión para enaltecer un juego que cada día tiene más espectadores. El football ya no es un deporte exótico, sino una competencia noble y llena de pasiones. Y hay que favorecer su práctica”. 

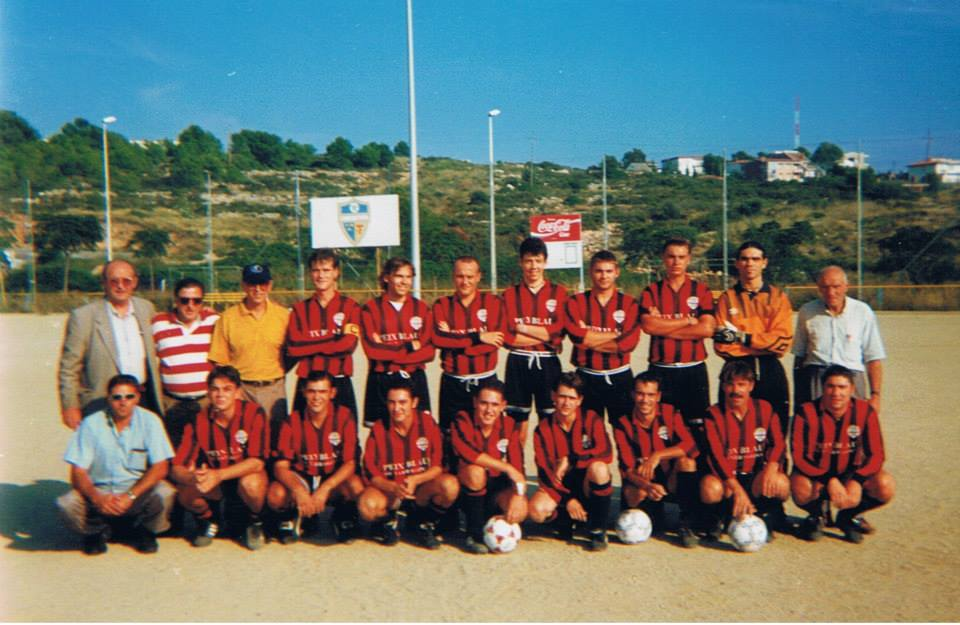
Tarragona FC la temporada 1998-99

• El Tarragona FC editó durante seis meses, de enero a junio de 1924 una revista llamada “La Patada”, gracias a los hermanos José y Salvador Maset. Los primeros números fueron un sentido homenaje a los pioneros del club. Este boletín explicó, por ejemplo, el cambio de campo de la Glorieta por el de la Pedrera.
• En 1924 el Tarragona FC tenía el apoyo total de la clase trabajadora (en contraposición al Gimnàstic, apoyado en ese momento en su mayoría por la sociedad burguesa) y el club, de momento, no contaba con secciones. Sólo tenía dos equipos de fútbol, el titular y el reserva, aunque años después se crearían las secciones de atletismo y la teatral.
• Los domingos se les repartían los dos equipos de la ciudad: a las once de la mañana jugaba el Tarragona y a las tres de la tarde el Nàstic. Muchos jugadores del Tarragona (Wenceslao, Recasens, Cardona, Guasch, Virgili, Samà, Valle, Alujas, entre otros) los fichó el Nàstic, lo que para muchos era visto como una deserción de la militancia de que hacía gala el equipo con el nombre de la ciudad.
• El Tarragona FC mantuvo el espíritu amateur y los jugadores no cobraban, incluso se lavaban la ropa en casa y se pagaban el atuendo.
• En el año 1930, la gente del fútbol en Tarragona se une por una causa común, la crecida del río Francolí en el aguacero de San Lucas el 18 de octubre, que ocasionó muchas pérdidas y 39 personas ahogadas. El Tarragona y el Gimnàstic jugaron un partido benéfico en la Avenida de Catalunya que acabó en empate. Se recaudaron 9.000 pesetas, cantidad muy importante para la época.
• En 1934, se enfrentaron tanto en la Avenida Cataluña como en la Pedrera los dos clubes de la ciudad, no pudiendo evitar los matices políticos. Sindicalistas, federales e izquierdistas ondeaban la bandera del Tarragona FC y los conservadores y burgueses hacían lo propio con la del Gimnàstic. Los partidos de fútbol empezaban a teñirse en aquella época de un sustrato político. Ya en 1935 la junta del Tarragona, con elementos del POUM y de la FAI, se planteó potenciar el equipo de cara a la competición que iba a empezar, para intentar el ascenso a la categoría que el Nàstic, con directivos de la Liga y alguno de la CEDA, ya había conseguido.
• El Tarragona FC (junto con FC Barcelona, Vigo FC, Pamplona, Sociedad Gimnástica Española, Irún SC, Real Fortuna de Vigo y el Club Español de Madrid) fue uno de los fundadores de la FE de CF, precursora de la actual RFEF .